# Djurasjön (Tingsås socken, Småland)
Djurasjön är en sjö i Tingsryds kommun i Småland och ingår i Bräkneåns huvudavrinningsområde. Sjön har en area på 0,166 kvadratkilometer och ligger 122,2 meter över havet. Sjön avvattnas av vattendraget Lillån.

## Delavrinningsområde
Djurasjön ingår i det delavrinningsområde (625537-145267) som SMHI kallar för Mynnar i Bräkneån. Medelhöjden är 130 meter över havet och ytan är 34,2 kvadratkilometer. Det finns inga avrinningsområden uppströms utan avrinningsområdet är högsta punkten. Lillån som avvattnar avrinningsområdet har biflödesordning 2, vilket innebär att vattnet flödar genom totalt 2 vattendrag innan det når havet efter 32 kilometer. Avrinningsområdet består mestadels av skog (72 procent), öppen mark (11 procent) och jordbruk (12 procent). Avrinningsområdet har 0,54 kvadratkilometer vattenytor vilket ger det en sjöprocent på 1,6 procent.